# Septembre 1825

## Événements
- 13 septembre : le tsar Alexandre Ier de Russie abdique.

- 27 septembre : la première ligne de chemin de fer pour passagers est ouverte au Royaume-Uni entre Stockton et Darlington (40 km) ; elle est desservie par la locomotive de l'ingénieur George Stephenson.

## Décès
- 9 septembre : Rudolf Eickemeyer (né en 1753), général de la Révolution, mathématicien et ingénieur allemand.